# یواس‌اس پیکاک (۱۸۱۳)
یواس‌اس پیکاک (۱۸۱۳) (به انگلیسی: USS Peacock (1813)) یک کشتی بود که طول آن ۱۱۹ فوت (۳۶ متر) بود. این کشتی در سال ۱۸۱۳ ساخته شد.